# Епископская семинария имени Иоанна XXIII
Епископская семинария  Иоанна XXIII — католическая духовная семинария в Бергамо, Италия. Располагается в комплексе зданий в  историческом центре Верхнего города (итал. Città Alta), Бергамо на холме носящем имя Иоанна XXIII, дает среднее и высшее специальное образование, принадлежит епархии Бергамо. Состоит из: Низшей семинарии - это средняя школа и лицей и собственно семинарии - т.е. школы теологии.

## История
XXIII сессия Трентского собора 15 июля 1563 года в целях обеспечения Церкви профессионально подготовленным духовенством обязала всех епископов учредить семинарии при кафедральных соборах их епархий, таким образом 1 октября 1567 года епископ Бергамо Федерико Корнер (итал. Federico Corner), вернувшийся с Трентского собра основал семинарию в специально снятом доме на улице Виа дель Гомбито, недалеко от церкви Сан-Панкрацио, это стала 7-я семинария в Италии и мире. 
С 1572 года - переехала в здание недалеко от Сан-Маттео, где оставалась в течение 250-и лет, в 1575 году ее посетил митрополит архиепископ Милана святой Карло Борромео. В семинарию принимали в среднем 20-25 учеников ежегодно, в XVII  же веке при святом Грегорио Барбариго их число возросло до 70-и.
В конце XVIII-го века семинария оказалась закрытой в течение двух лет в результате наполеоновских антиклерикальных законов и затем вновь на 15 лет австрийскими властями в 1859 году. Прибывший в 1880 году епископ Гаэтано Камилло Гиндани (итал. Gaetano Camillo Guindani) и его последователи постарались над тем, чтобы вернуть традиционную формулу образования и воспитания в семинарию.
Современное здание семинарии построено в 1821 году архитектором Джованни Франческо Луккини (итал. Giovanni Francesco Lucchini), реконструировано в 1966 году по инициативе епископа Клементе Гадди.
Непрерывное увеличение учащихся привело к созданию в 1936 году отдельного филиала в Клузоне.
Среди известных учеников и, затем, профессоров семинарии - Иоанн XXIII, последний будучи апостольским администратором в Стамбуле, благодаря помощи патриарха Агаджаняна обнаружил в одном из армянских монастырей и при финансовой помощи епископа Г. Теста приобрел и подарил для библиотеки семинарии полное собрание Отцов Церкви.